# Bódi Barbara
Bódi Barbara (Szikszó, 1982. június 19. –) magyar színésznő.

## Életpályája
2001–2023 között játszott a Budapesti Operettszínház színpadán. 2012-től a Turay Ida Színház társulatának tagja.

## Színházi szerepei
A Színházi adattárban regisztrált bemutatóinak száma: 9.
| Darab                           | Szerep                            | Színház                                 | Bemutató             | Forrás |
| ------------------------------- | --------------------------------- | --------------------------------------- | -------------------- | ------ |
| Anconai szerelmesek             | Viktória, magyar lány             | Turay Ida Színház                       | 2013. március 22.    | [ 3 ]  |
| A bajadér                       | Marietta                          | Budapesti Operettszínház                | 2009. március 20.    | [ 4 ]  |
| Csárdáskirálynő                 | Stázi grófnő (2008-tól)           | Budapesti Operettszínház                |                      |        |
| A doktor úr                     | Szobalány                         | Budapesti Operettszínház                | 2010. január 15.     | [ 5 ]  |
| A víg özvegy                    | Olga, Kromov felesége             | Budapesti Operettszínház                | 2007. december 13.   | [ 6 ]  |
| A vöröslámpás ház               | Darinka                           | Turay Ida Színház                       | 2015. április 11.    | [ 7 ]  |
| Bubamara                        | Sára Bubamara, cigánylány         | Turay Ida Színház                       | 2014. október 18.    |        |
| Cigányprímás                    | Sári, Rácz lánya                  | Soproni Petőfi Színház                  | 2012. február 11.    | [ 8 ]  |
| Csakazértis szerelem            | Hilda, "a lány, aki körbejár"     | Turay Ida Színház                       | 2014. március 1.     | [ 9 ]  |
| Csókos asszony                  | Hédi, orfeumi lány                | Budapesti Operettszínház                | 2006. október 19.    | [ 10 ] |
| A denevér                       | Ida, Adél nővére                  | Budapesti Operettszínház                | 2005. szeptember 23. |        |
| Francia szobalány               | Francoise, Eric felesége          | Turay Ida Színház                       | 2016. december 17.   | [ 11 ] |
| Gül Baba                        | Leila                             | Turay Ida Színház                       | 2013. június 22.     |        |
| Hello, Dolly!                   | Miss Minnie Fay                   | Turay Ida Színház                       | 2015. október 17.    | [ 12 ] |
| Ikrek előnyben                  | Barby                             | Turay Ida Színház                       | 2016. március 19.    | [ 13 ] |
| Imádok férjhez menni            | Victoria                          | Turay Ida Színház                       | 2016. november 19.   | [ 14 ] |
| Liliomfi                        | Erzsike, a leánya                 | Turay Ida Színház                       | 2012. december 28.   | [ 15 ] |
| Luxemburg grófja                | Juliette                          | Budapesti Operettszínház                | 2003. október 23.    |        |
| Luxemburg grófja                | Juliette                          | Szegedi Nemzeti Színház                 | 2015. december 11.   | [ 16 ] |
| Mágnás Miska                    | Marcsa, mosogatólány              | Turay Ida Színház                       | 2016. április 22.    | [ 17 ] |
| Mária főhadnagy                 | Panni                             | Budapesti Operettszínház                | 2004. május 28.      |        |
| Marica grófnő                   | (-2013-ig)                        | Budapesti Operettszínház                | 2001. szeptember 21. |        |
| Menyasszonytánc                 | Janka                             | Budapesti Operettszínház                | 2006. március 17.    |        |
| Miss America                    | Juliette Legrand, Daisy barátnője | Bartók Kamaraszínház és Művészetek Háza | 2010. május 14.      | [ 18 ] |
| Párizsi éjszakák                | Nicole                            | Turay Ida Színház                       | 2015. november 14.   | [ 19 ] |
| Párizsi élet                    | Metella                           | Budapesti Operettszínház                | 2007. február 22.    |        |
| SUGAR (Van, aki forrón szereti) | Virág                             | Turay Ida Színház                       | 2012. augusztus 18.  |        |
| West Side Story                 | Lányok                            | Művészetek Palotája                     | 2008. március 17.    | [ 20 ] |
| Csárdáskirálynő                 | Stázi                             | Csokonai Színház                        | 2019.november 9.     | [ 21 ] |